# Dimos Skyros
Dimos Skyros (Skyros) är en kommun i Grekland.   Den ligger i prefekturen Nomós Evvoías och regionen Grekiska fastlandet, i den östra delen av landet, 120 km nordost om huvudstaden Aten. Antalet invånare är 2 711. Dimos Skyros ligger på ön Nísos Skýros.